# Lymeon mimeticus
Lymeon mimeticus là một loài tò vò trong họ Ichneumonidae.